# 蓄光

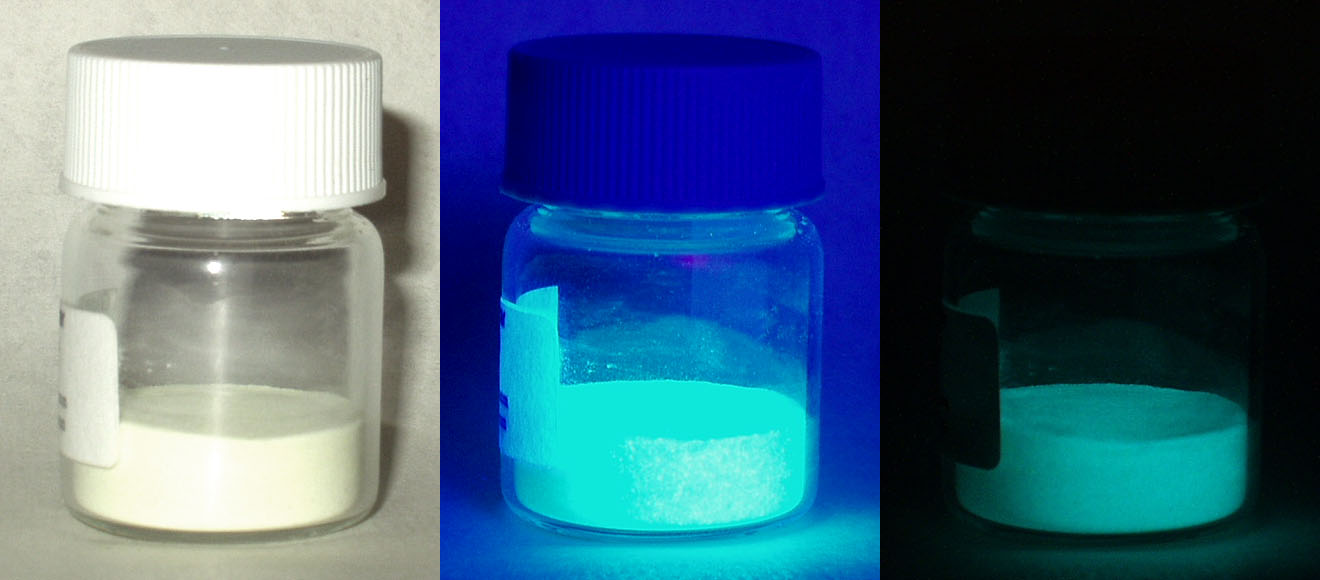
蓄光体。<左>可視光下, <中>UV（ブラックライト）光下での発光, <右>暗所での残光

蓄光 (ちっこう) とは、光（電磁波）（例：可視光やUV光など）を蓄えて、光照射を止めても発光する物質の性状をいう。
なお、蓄光性を持つ物質が暗所で発光する際の光を「燐光（りんこう）」という。この発光の明るさを燐光輝度 (単位: cd/m2) で示す。
一般的に蓄光塗料、夜光塗料とも呼ばれる。

## 概要

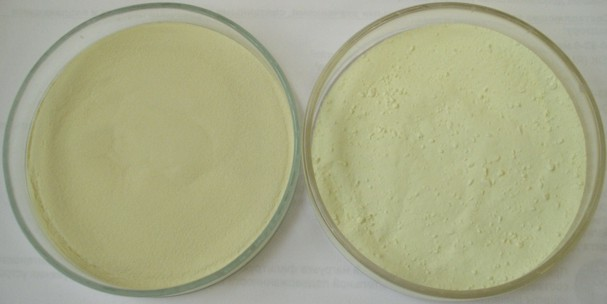
明所での硫化亜鉛（左）とアルミン酸ストロンチウム（右）

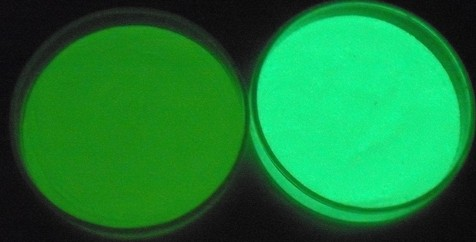
硫化亜鉛（左）とアルミン酸ストロンチウム（右）の暗所での残光

2016年現在の日本では、アルミン酸ストロンチウム (SrAl2O4系) を主体とする製品が主流であり、化学的に安全である。通常、無色に近い乳白色をなしている。

## 歴史

### 初期 ラジウム
1900年代初頭、時計の文字盤や計器盤などの夜間視認を可能にする夜光塗料が発明された。材料には、初期には自発光物質である硫化亜鉛 (ZnS系)と銅を含む顔料に、放射性物質のラジウムを加えた「ラジウム夜光塗料」が用いられた。自発光物質とは、放射性物質を応用し、放射線により持続的に蛍光物質を光らせるものであるが、放射性物質を含むことから安全性に問題があった。
1910年 - 20年代、アメリカの時計工場で時針に自発光物質の塗料を塗る作業をしていた女子工員は、使用する筆の筆先を整えるのに舌で舐めたり、唇に挟んで拭っていた。しばらくすると彼女たちの口内や下顎骨に癌が多発するようになり、社会問題に発展した（ラジウム・ガールズ）。当時は放射性物質の危険性が明らかになっておらず、ラジウムを含んだ塗料を舐めることで放射性物質を口腔に摂取してしまっていたのである。

### 1960年代 プロメチウム
その後も1954年に、ビキニ環礁での水爆実験で死の灰を浴びた「第五福竜丸事件」が起き、放射線の安全性が問われるようになった。それらの経緯から、1960年に日本の根本特殊化学がより安全な放射性物質プロメチウム化合物を使った夜光塗料「N発光」の開発に成功した。このN発光は国内の夜光塗料のシェアをほぼ独占した。その他、トリチウムを含んだ夜光塗料が欧米では用いられた。

### 1993年 日本発 放射性物質含まぬ塗料
1990年代になると、地球環境の保全を訴える声が以前にもまして強まったことをきっかけとして、時計業界では、放射性物質が含まれる自発光物質を使った塗料の使用が世界中で中止された。
1993年には日本で、やはり根本特殊化学が放射性物質を含まないアルミン酸ストロンチウム系の蓄光（燐光）物質（蓄光性夜光顔料）を開発した。アルミン酸ストロンチウム蛍光体による「N夜光(ルミノーバ)」と呼ばれるもので、従来の硫化亜鉛系蛍光体よりも残光輝度が10倍高く、残光時間も10倍長い。以後の時計のダイヤルには蓄光物質のみを使った夜光塗料（蓄光塗料）や、放射性物質（トリチウム）を小型ガラスチューブに封入したものが蛍光材料と組み合わせた自発光が使用されている。

### 2016年 日本発 耐水性に優れた蓄光顔料
2010年代になると、それまでの蓄光顔料の弱点であった耐水性を克服した蓄光顔料が開発された。
エルティーアイ株式会社が開発した「高輝度PLC（蓄光）顔料　α-Vega」と呼ばれるものは、耐水性の強化と同時に、従来顔料の燐光輝度も上昇する製法で蓄光材料の用途がさらに広がり、屋外でも蓄光製品が使用できるようになった。

## 用途

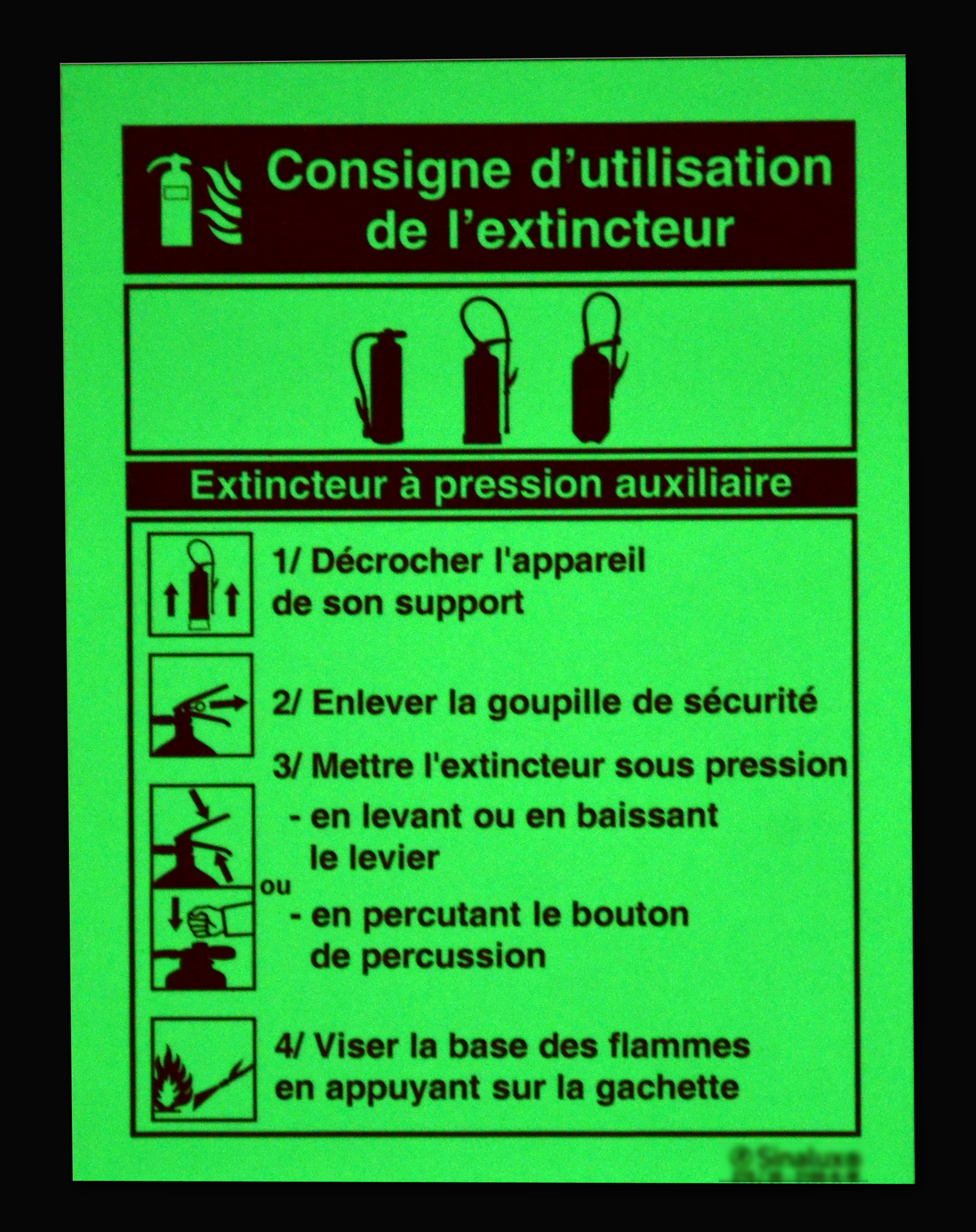
蓄光ラベル

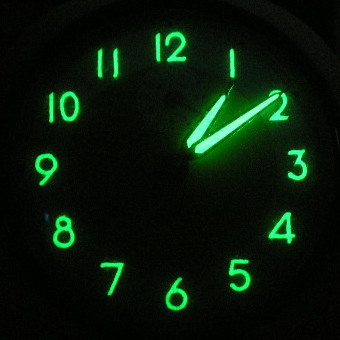
1950年製のラジウム夜光式時計。現在は蓄光物質のものに置き換わっている。

時計の文字盤や計器盤等に使用されるほか、近年ではキーホルダー、アクセサリー、マニキュア等のファッションに使用される。
1980年代から1990年前後頃の児童玩具には蓄光顔料を合成樹脂に混和して成型した蓄光パーツがSDガンダム、ミクロマン、ゾイドなど多く存在したが、放射性夜光塗料と混同した風評被害が広まったためか使用が避けられるようになり、後年の復刻でも蓄光パーツがオミットされてしまうこともある。
また、ニューヨークでの9・11テロ等において、避難経路を示すことの重要性が高まったことからも、電源や配線配管を必要としない「蓄光」が注目を集めている。
日本国内では、いち早く横浜市交通局が地下鉄のプラットホームやコンコースで蓄光式の避難誘導板を設置し、その後、東京都が火災予防条例で地下駅を保有する全ての鉄道事業者に蓄光性を持った明示物を設置することを定めた。
地震や台風等の災害時に発生する停電によるブラックアウトに際し、電源を必要とせずに発光する「蓄光」は非常に有効な手段であると考えられ、広域避難場所や津波避難場所等の表示に蓄光を採用する動きが多くなってきている。
過去の蓄光顔料には耐水性が無く、屋外の使用が難しいとされてきたが、現在では蓄光顔料の粒子をガラスや高分子樹脂の被膜でコーティングする技術が開発され、屋内のみならず屋外でも使用される例も増えてきている。
蓄光顔料の世界シェアは日本企業が高いシェア率を獲得している(ライセンス生産を含む)。

### 高輝度蓄光式避難誘導標識（屋内用）
総務省消防庁では2006年3月に告示の改正を行い、高輝度蓄光式避難誘導標識の定義を定めた。経済産業省が主催する平成18年度省エネ大賞省エネルギーセンター会長賞でも蓄光製品が取り上げられており、同省の2007年度指針や資源エネルギー庁等の資料でも蓄光が省エネ CO2 対策の有効な手段であることが示されており、社会的認知が進んでいる。
2016年にはJIS Z 9098「災害種別避難誘導標識システム」が制定され、南海トラフ地震やオリンピック・パラリンピック東京大会も見据えた減災対策の中で、蓄光製品の需要がますます拡大している。

### 防災・減災超高輝度蓄光式誘導標識（屋外用）
2011年3月11日に発生した東日本大震災以降、特に沿岸部の津波避難対策として、蓄光機能付きの避難標識を設置する自治体が増加した。
夜間でも標識の表示面が自発光するため、迅速な避難を可能とする目的で設置される。洪水や土石流、崖崩れ、地すべり等の災害時にも避難対策として活用されている。
電力を使用しないことから断線や漏電による機能停止のリスクが無く、JIS Z 9098「災害種別避難誘導標識システム」においても暗闇対策の主な材料とされている。